# Get Your Man (film, 1934)
Pour plus de détails, voir Fiche technique et Distribution.
Get Your Man est un film britannique réalisé par George King, sorti en 1934.

## Fiche technique
- Titre : Get Your Man
- Réalisation : George King
- Scénario : George Dewhurst (en) d'après la pièce Tu m'épouseras de Louis Verneuil
- Pays de production : Royaume-Uni
- Format : Noir et blanc - 1,37:1 - Mono
- Genre : comédie
- Durée : 67 minutes
- Date de sortie : 1934

## Distribution
- Dorothy Boyd : Nancy McAlpine
- Sebastian Shaw : Robert Halbean
- Clifford Heatherley : Parker Halbean
- Hugh E. Wright (en) : John Vivien
- Kay Walsh : Mary Vivien
- Helen Ferrers (en) : Agatha McAlpine
- Rex Harrison : Tom Jakes